# Джастін Кріппс
Джастін Кріппс (англ. Justin Kripps) — канадський бобслеїст, олімпійський чемпіон, призер  чемпіонів світу. 
Золоту олімпійську медаль на звання олімпійського чемпіона Кріппс виборов на Пхьончханській олімпіаді 2018 року в змаганнях на бобах-двійках.

## Олімпійські ігри
| Рік  | Місце проведення          | Двійки | Четвірки |
| ---- | ------------------------- | ------ | -------- |
| 2010 | Ванкувер, Канада          | —      | 5        |
| 2014 | Сочі, Росія               | 4      | 27       |
| 2018 | Пхьончхан, Південна Корея | 1      | 6        |
| 2022 | Пекін, Китай              | 10     | 3        |

## Виступи на чемпіонатах світу
| Рік  | Місце проведення       | Двійки | Четвірки | Змішана команда |
| ---- | ---------------------- | ------ | -------- | --------------- |
| 2007 | Санкт-Моріц, Швейцарія | —      | 21       | —               |
| 2009 | Лейк-Плесід, США       | —      | 10       | —               |
| 2012 | Лейк-Плесід, США       | 17     | —        | 3               |
| 2013 | Санкт-Моріц, Швейцарія | 12     | 21       | 6               |
| 2015 | Вінтерберг, Німеччина  | 20     | 12       | 3               |
| 2016 | Інсбрук, Австрія       | 8      | 15       | 4               |
| 2017 | Кенігсзе, Німеччина    | 2      | 6        | 7               |
| 2019 | Вістлер, Канада        | 2      | 3        | —               |
| 2020 | Альтенберг, Німеччина  | 11     | —        | —               |
| 2021 | Альтенберг, Німеччина  | 10     | 5        | —               |

## Зовнішні посилання
- Досьє на сайті IBSF [Архівовано 29 березня 2018 у Wayback Machine.]

## Виноски
1. ↑  Two-man results (PDF). Архів оригіналу (PDF) за 19 лютого 2018. Процитовано 19 березня 2018.